# Galium saxatile var. saxatile
Galium saxatile subsp. saxatile é uma variedade de planta com flor pertencente à família Rubiaceae. 
A autoridade científica da variedade é L., tendo sido publicada em Sp. Pl. 106 (1753).

## Portugal
Trata-se de uma variedade presente no território português, nomeadamente em Portugal Continental.
Em termos de naturalidade é nativa da região atrás indicada.

## Protecção
Não se encontra protegida por legislação portuguesa ou da Comunidade Europeia.